# 제1열도선

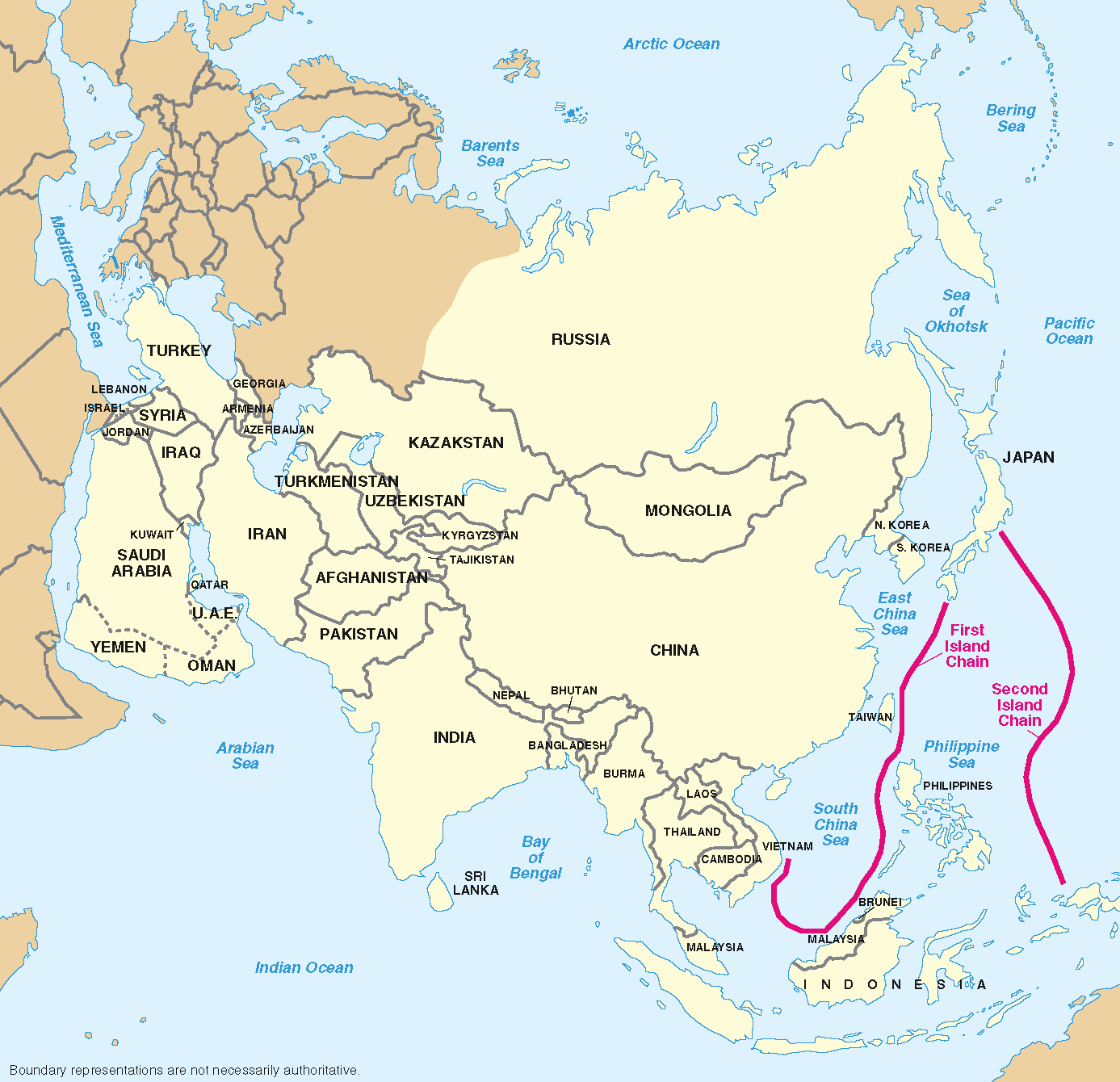
왼쪽이 제1열도선, 오른쪽이 제2열도선

제1열도선(第一列島線, 영어: first island chain) 및 제2열도선(第二列島線)은 중화인민공화국의 군사전략상 개념이고, 전력 전개의 목표선이고, 대미 방위선이다.

## 개요
원래는 1982년에 당시 최고 지도자인 덩샤오핑의 지시로 중국인민해방군 사령관 류화칭(劉華清)이 제기한 중국 인민해방군 근대화 작업의 개념이지만, 최근 중국의 해양 진출과 함께 더욱 중시되고 있다. 중국은 1990년대까지는 소련과의 대립으로 인해 인민해방군 육군을 중심으로 조직됐고, 해군은 연안 방어 수준에 머물렀지만, 냉전이 끝나고 소련이 붕괴되면서 대만 문제에 힘을 쏟게 됐다. 1993년에는 리펑 총리가 전국인민대표대회에서 '방어 대상에 해양 권익을 포함한다"고 밝혔다. 1997년 스윈성(石雲生)이 해군 사령관에 취임한 뒤 연안 해군에서 근해 해군으로 변혁을 본격화했다. 그 와중에 '해양발전전략'에서 제1열도선과 제2열도선이라는 개념이 다시 강조됐다. 법률상으로는 1992년 센카쿠 열도, 파라셀 제도, 스프래틀리 군도를 중국의 영토라고 규정한 영해법을 시행했고, 1997년에는 국방 범위에 해양권익의 유지를 명기한 국방법을 시행했다. 현재 국가해양국을 중심으로 도서 관리를 강화하는 해도법(海島法) 입법 작업을 추진중이다.

## 같이 보기
- 중국인민해방군
- 해상자위대
- 센카쿠 열도
- 도련선 전략